# Meterana proteastis
Meterana proteastis är en fjärilsart som beskrevs av Edward Meyrick 1888. Meterana proteastis ingår i släktet Meterana och familjen nattflyn. Inga underarter finns listade i Catalogue of Life.